# Carmen Agredano González
Carmen Agredano González (La Coronada de Fuente Obejuna, Còrdova, 16 de juny de 1956) Llicenciada en filologia hispànica, és una poetessa, cantant i compositora andalusa.
Durant la seva estada a Cuba, escriu el poema Nana de la Hierbabuena i l'envia a Benito Zambrano, que en aquells moments està rodant la pel·lícula La voz Dormida, inspirada en la novel·la de Dulce Chacón. El director li demana que hi posi una melodia, i el resultat és la nana flamenca, amb ritme de zambra, que canta l'actriu Inma Cuesta, que dona vida al personatge d'Hortènsia, la jove mare empresonada que s'acomiada de la seva criatura la nit abans de ser afusellada.
La voz dormida s'estrena el setembre de 2011 al Festival Internacional de Cinema de Sant Sebastià, obté la Conxa de plata per a Maria León com a millor actriu revelació, i nou nominacions als premis Goya. El febrer de 2012, l'Acadèmia de les arts i les ciències cinematogràfiques, concedeix tres Goyas a la pel·lícula, essent un d'ells per a la Nana de la hierbabuena de Carmen Agredano, com a millor cançó. El mateix any 2012, és homenatjada per l'Ajuntament de Fuente Fuente Obejuna i nomenada filla predilecta de la Coronada.
L'any 2013, compon i canta En la eternidad, tema central del docudrama Sombras de Papel, Gran Canaria Siglo XVIII del director canari Domingo Doreste. El 2014 estrena amb la col·laboració de l'escola de música de Fuente Obejuna el projecte Sueños de Siesta. El 2015 presenta a la Casa Góngora de Còrdova el llibre de poemes Esquinas sin sombra. L'abril de 2016, col·labora amb el grup promotor del futur monument a la Presó de Dones de les Corts de Barcelona, en l'homenatge a Maria Salvo Iborra. Aquest mateix any, col·labora novament amb el director Domingo Doreste, amb el text i la música de la cançó Como los vientos, tema principal del documental La habitación del fondo, en homenatge a l'escriptora, pintora i escultora canària Pino Ojeda en el centenari del seu naixement. Experta coneixedora de La Copla i la música del món rural andalus, sovint participa en congressos i ponències sobre la importància d'aquest gènere musical.